# 衛承芳
衛承芳（1544年—1615年），字君大，號淇竹，四川夔州府達州人，民籍，明朝政治人物。

## 生平
由州學增廣生中式隆慶元年（1567年）丁卯科四川鄉試第三十二名舉人，年二十五歲中式隆慶二年（1568年）戊辰科會試第三百二十三名，第三甲第八十三名進士。擢任吏部主事，升刑部郎中。萬曆改元，七年（1579年）出爲浙江溫州府知府，改徽州府知府，萬曆二十年（1592年），擔任浙江兵備副使，謝病歸。
萬曆二十一年（1593年），起為山東左參政，改山東右參政。萬曆二十三年，任應天府丞。改任南京鴻臚寺卿、南京光祿卿。萬曆三十五年，任南京太常寺卿，同年升任右副都御史、巡撫江西。萬曆三十八年，任南京兵部右侍郎。萬曆四十年（1612年），任南京戶部尚書；萬曆四十二年，任南京吏部尚書。萬曆四十三年（1615年）卒於官。萬曆四十四年，贈太子少保。諡清敏。。

## 家族
曾祖衛賢，祖衛儒，父衛友衡，母陳氏。永感下。兄承宣；承勳，弟承旨。